# Bezirk Rudolfswerth

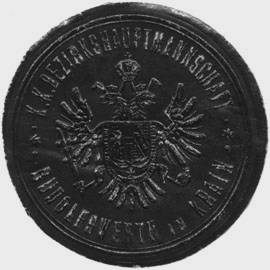
Bezirkshauptmannschaft Rudolfswerth – Siegelmarke

Der Bezirk Rudolfswerth (auch: Rudolfovo; slowenisch Okrajiio glavarstvo Novo mesto) war ein Politischer Bezirk im Herzogtum Krain. Der Bezirk umfasste Teile von Unterkrain, Sitz der Bezirkshauptmannschaft war die Gemeinde Rudolfswerth (Novo mesto).
Das Gebiet wurde nach dem Ersten Weltkrieg im Zuge des Vertrags von Saint-Germain 1919 Jugoslawien zugeschlagen und ist seit 1991 Teil der Republik Slowenien.

## Geschichte
| Jahr | Fläche (km²) | Ein- wohner | Slowenisch- sprachige | Deutsch- sprachige |
| ---- | ------------ | ----------- | --------------------- | ------------------ |
| 1880 |              | 46.493      | 42.355                | 3993               |
| 1890 |              |             |                       |                    |
| 1900 | 933,67       | 48.970      | 45.324                | 3325               |
| 1910 | 933,26       | 47.387      | 44.122                | 2977               |

Die modernen, politischen Bezirke der Habsburgermonarchie wurden 1867/68 im Zuge der Trennung der politischen von der judikativen Verwaltung geschaffen.
Der Bezirk Rudolfswerth wurde dabei per 10. März 1867 aus den Gerichtsbezirken Rudolfswerth (slowenisch Sodnijski okraj Novo Mesto), Seisenberg (Žužemberk) und Treffen (Trebnje) gebildet.
Im Bezirk Rudolfswerth lebten 1869 44.559 Personen, wobei der Bezirk 7988 Häuser beherbergte.
Der Bezirk wies 1880 eine anwesende Bevölkerung von 46.493 Personen auf, wobei 42.355 Menschen Slowenisch und 3.993 Menschen Deutsch als Umgangssprache angaben.
1910 wurden für den Bezirk 47.387 Personen ausgewiesen, von denen 44.122 Slowenisch (93,1 %) und 2977 Deutsch (6,3 %) sprachen.
Durch die Grenzbestimmungen des am 10. September 1919 abgeschlossenen Vertrages von Saint-Germain wurde der Bezirk Rudolfswerth zur Gänze dem Königreich Jugoslawien zugeschlagen.